# Harlton
Harlton är en by och en civil parish i South Cambridgeshire i Cambridgeshire i England. Orten har 308 invånare (2011). Byn nämndes i Domedagsboken (Domesday Book) år 1086, och kallades då Herletone.